# Ali Amiri
Ali Amiri o Ali Emiri Efendi (Diyarbakir 1857-Istanbul 1924) fou un historiador turc.
Funcionari de finances de l'Imperi Otomà, va aprofitar els seus destins en diverses localitats per fer recerca recollint manuscrits i traduint inscripcions. La seva col·lecció de manuscrits la va deixar a la biblioteca nacional d'Istanbul. Va publicar un revista i va escriure diverses obres històriques.